# Нови Зеланд на Светском првенству у атлетици у дворани 2012.
Нови Зеланд је тринаести пут учествовао на Светском првенству у атлетици у дворани 2012. одржаном у Истанбулу од 9. до 11. марта. Репрезентацију Новог Зеланда представљала је једна такмичарка, која се такмичила у бацању кугле.
На овом првенству Нови Зеланд је по броју освојених медаља делио 11. место са једном златном медаљом. Остварен је континентални рекорд. У табели успешности (према броју и пласману такмичара који су учествовали у финалним такмичењима (првих 8 такмичара)) Нови Зеланд је делио 26. место са 8 бодова са једним учесником у финалу.

## Учесници
Жене:
- Валери Адамс — Бацање кугле

## Освајачи медаља

### Злато (1)
- Валери Адамс —  бацање кугле

## Резултати

### Жене
| Атлетичарка  | Дисциплина   | Лични рекорд | Квалификације | Квалификације | Финале        | Финале | Детаљи |
| Атлетичарка  | Дисциплина   | Лични рекорд | Резултат      | Место         | Резултат      | Место  | Детаљи |
| ------------ | ------------ | ------------ | ------------- | ------------- | ------------- | ------ | ------ |
| Валери Адамс | Бацање кугле | 20,49 НР     | 19,43 КВ      | 1             | 20,54 ОКР, НР |        |        |